# Oksifilna celica
Oksifilne celice so izrazito eozinofilno obarvane celice v obščitnici. So večje od glavnih obščitničnih celic, imajo okroglo in majhno jedro ter številne nepravilno oblikovane mitohondrije, posledično pa zrnat videz citoplazme. Do pubertete je njihovo število majhno, s starostjo pa narašča. Celice se pogosto organizirajo v skupke, prisotne pa so tako na obrobju kot tudi v osredju žleze. Povečini so hormonsko neaktivne, vendar je pri nekaterih celicah bila opažena nizka sinteza parathormona (PTH), kar nakazuje na to, da so oksifilne celice prehodni derivat glavnih obščitničnih celic.

## Medicinski pomen
V nuklearni medicini se oksifilne celice izrablja za določitev bolezenske slike obščitnice. Mitohondriji, in s tem tudi oksifilne celice zaradi velike količine le-teh, imajo namreč veliko afiniteto za privzem kontrastnega barvila tehnecij-sestamib. V skladu s tem se v primeru suma na rakasto obolenje (npr. zaradi povišane vrednosti PTH in bolj izraženih ledvičnih kamnov) obščitnico označi s tem barvilom, nato pa se jo slika z gama kamero. V primeru rakastega obolenja bo kontrast barvila v oboleli obščitnici večji oz. svetlejši v primerjavi z drugimi obščitnicami zaradi večjega števila oksifilnih celic.